# Gordon Mitchell
Pour les articles homonymes, voir Mitchell.
Gordon Mitchell, de son vrai nom Charles Allen Pendleton, est un acteur américain, né le 29 juillet 1923 à Denver au Colorado et mort le 20 septembre 2003 à Marina Del Rey en Californie.

## Biographie
D'abord culturiste, Gordon Mitchell s'expatrie en Italie au début des années 1960 pour y tenter sa chance dans le cinéma. Le genre du péplum, alors en vogue, permet alors à de nombreux musclés de trouver des rôles. Il devient vite l'un des acteurs notés du péplum, tenant, entre autres, le rôle de Maciste. 
Contrairement à d'autres culturistes, il reste en Italie après la fin de la mode du péplum. Il fait l'essentiel de sa carrière dans le cinéma italien, et plus particulièrement dans le cinéma de genre : on le voit ainsi dans de nombreux westerns spaghetti. La plupart de ses films relèvent de la série B, mais il fait aussi de brèves apparitions dans Reflets dans un œil d'or de John Huston et dans  Satyricon de Federico Fellini. En France, il est surtout connu pour son rôle de Moskovitz, le tueur à gages du film Le Coup du parapluie de Gérard Oury en 1980. À la fin des années 1980, trouvant moins de rôles au cinéma, il retourne dans son pays natal où il travaille comme directeur de salles de sport de la chaîne World Gym, tout en continuant de faire occasionnellement des apparitions à l'écran.

## Filmographie
- 1961 : Le Géant de Métropolis d'Umberto Scarpelli
- 1961 : Vulcain, fils de Jupiter d'Emimmo Salvi
- 1961 : Maciste contre le Cyclope d'Antonio Leonviola
- 1962 : Le Retour du fils du cheik (Il figlio dello sceicco) de Mario Costa
- 1962 : La Colère d'Achille (L'ira di Achille) de Marino Girolami
- 1962 : Jules César contre les pirates (Giulio Cesare contro i pirati) de Sergio Grieco
- 1962 : La Bataille de Corinthe de Mario Costa
- 1962 : Par le fer et par le feu (Col ferro e col fuoco) de Fernando Cerchio
- 1963 : Brenno le tyran de Giacomo Gentilomo
- 1964 : Les Gladiateurs les plus forts du monde de Michele Lupo
- 1964 : Les Exploits fantastiques de Simbad d'Emimmo Salvi
- 1965 : Erik, le Viking, de Mario Caiano
- 1965 : La Vengeance de Lady Morgan (La vendetta di Lady Morgan) de Massimo Pupillo
- 1966 : Destination: planète Hydra ( 2+5 missione Hydra) de Pietro Francisci
- 1966 : 3 Winchester pour Ringo (3 colpi di Winchester per Ringo) d'Emimmo Salvi
- 1967 : T'as le bonjour de Trinita de Ferdinando Baldi
- 1967 : Cible mouvante de Sergio Corbucci
- 1967 : Né pour tuer d'Antonio Mollica
- 1967 : Reflets dans un œil d'or de John Huston
- 1968 : Pas de pitié pour les salopards de Giorgio Stegani
- 1968 : Le tueur aime les bonbons (Un killer per sua maestà) de Federico Chentrens et Maurice Cloche
- 1968 : Opération fric (Sette volte sette) de Michele Lupo
- 1969 : Satyricon de Federico Fellini
- 1969 : Ora X: Pattuglia suicida de Gaetano Quartararo
- 1970 : Sartana le redoutable de Demofilo Fidani : Roger Murdock
- 1971 : Macho Callaghan se déchaîne de Demofilo Fidani
- 1971 : Son nom est Pote (Il suo nome era Pot... ma... lo chiamavano Allegria) de Lucio Giachin et Demofilo Fidani
- 1971 : Nevada Kid de Demofilo Fidani
- 1971 : Le Saut de l'ange d'Yves Boisset
- 1971 : Le Jour du jugement (Il giorno del giudizio) de Mario Gariazzo et Robert Paget
- 1971 : Deux trouillards pistonnés (Io non spezzo... rompo) de Bruno Corbucci
- 1971 : Django, ton tour viendra  de Ferdinando Merighi
- 1972 : Shangaï Joe de Mario Caiano
- 1972 : Les Orgies de Frankenstein de Mario Mancini
- 1972 : Meurtre dans la 17e avenue (Casa d'appuntamento) de Ferdinando Merighi
- 1974 : Le Château de l'horreur (Terror! Il castello delle donne maledette), de Robert Oliver
- 1975 : Le Tigre de la rivière Kwai de Franco Lattanzi
- 1977 : Le Ricain de Jean-Marie Pallardy
- 1980 : Le Coup du parapluie de Gérard Oury
- 1983 : Le Gladiateur du futur de Joe d'Amato
- 1984 : Vivre pour survivre de Jean-Marie Pallardy
- 1984 : Conqueror (She) d'Avi Nesher
- 1986 : Chasse à l'homme de Richard Harrison
- 1986 : Commando Cobra de Fabrizio De Angelis
- 1987 : Overdose de Jean-Marie Pallardy
- 1987 : Evil Spawn de Kenneth J. Hall